# Lecanopsis clodiensis
Lecanopsis clodiensis är en insektsart som först beskrevs av Pellizzari 1995.  Lecanopsis clodiensis ingår i släktet Lecanopsis och familjen skålsköldlöss.
Artens utbredningsområde är Italien. Inga underarter finns listade i Catalogue of Life.